# Marty Holland
Pour les articles homonymes, voir Holland.
Marty Holland, pseudonyme de Mary Hauenstein, née en 1919 à Beaverdam, en Ohio, et morte en 1971, est une femme de lettres américaine, auteure de roman policier.

## Biographie
Au cours des années 1940, Mary Hauenstein trouve du travail à Hollywood où elle est dactylo au service d'un studio.
En 1945, elle publie son premier roman noir Le Resquilleur (Fallen Angel). Elle est, à ce titre, une des premières femmes à écrire dans ce genre, ce qui explique le recours au pseudonyme Marty Holland, ce qui permettait de laisser les lecteurs dans l'ignorance de l'identité sexuelle de l'auteure. À Hollywood, Marty Holland propose le roman au réalisateur Otto Preminger qui, enthousiaste, embauche immédiatement le scénariste Harry Kleiner afin d'écrire le scénario du film Crime passionnel (Fallen Angel), avec Alice Faye, Dana Andrews et Linda Darnell, qui sort en 1945. Cinq ans plus tard, le même roman est repris par Robert Siodmak pour une nouvelle adaptation intitulée La Femme à l'écharpe pailletée (The File on Thelma Jordon), avec Barbara Stanwyck, Wendell Corey et Paul Kelly.
Marty Holland donne ensuite trois autres romans : The Glass Heart, dont le scénario jamais réalisé a été écrit par James M. Cain, Fast Woman (1949) et Entangled (1957), ce dernier titre traduit en français dans la Série noire sous le titre Pas blanc !.
Marty Holland meurt d'un cancer en 1971. Quarante ans après sa mort, ses héritiers ont publié un roman inédit, Baby Godiva (2011).

## Œuvre

### Romans
- Fallen Angel ou Blonde Baggage (1945) Publié en français sous le titre Le Resquilleur, Paris, Gallimard, Série noire no 270, 1955
- The Glass Heart ou Her Private Passions (1946)
- Fast Woman (1949)
- Entangled (1957) Publié en français sous le titre Pas blanc !, Paris, Gallimard, Série noire no 355, 1957
- Baby Godiva (2011), roman posthume

## Adaptations cinématographiques
- 1945 : Crime passionnel (Fallen angel), film américain réalisé par Otto Preminger, adaptation du roman éponyme, avec Alice Faye, Dana Andrews et Linda Darnell
- 1950 : La Femme à l'écharpe pailletée (The File on Thelma Jordon), film américain réalisée par Robert Siodmak, deuxième adaptation de Fallen Angel qui vient d'être réédité sous le titre Blonde Baggage, avec Barbara Stanwyck, Wendell Corey et Paul Kelly

## Sources
- Claude Mesplède et Jean-Jacques Schleret, SN, voyage au bout de la Noire : inventaire de 732 auteurs et de leurs œuvres publiés en séries Noire et Blème : suivi d'une filmographie complète, Paris, Futuropolis, 1982, 476 p. (OCLC 11972030), p. 194.